# ثاموريس

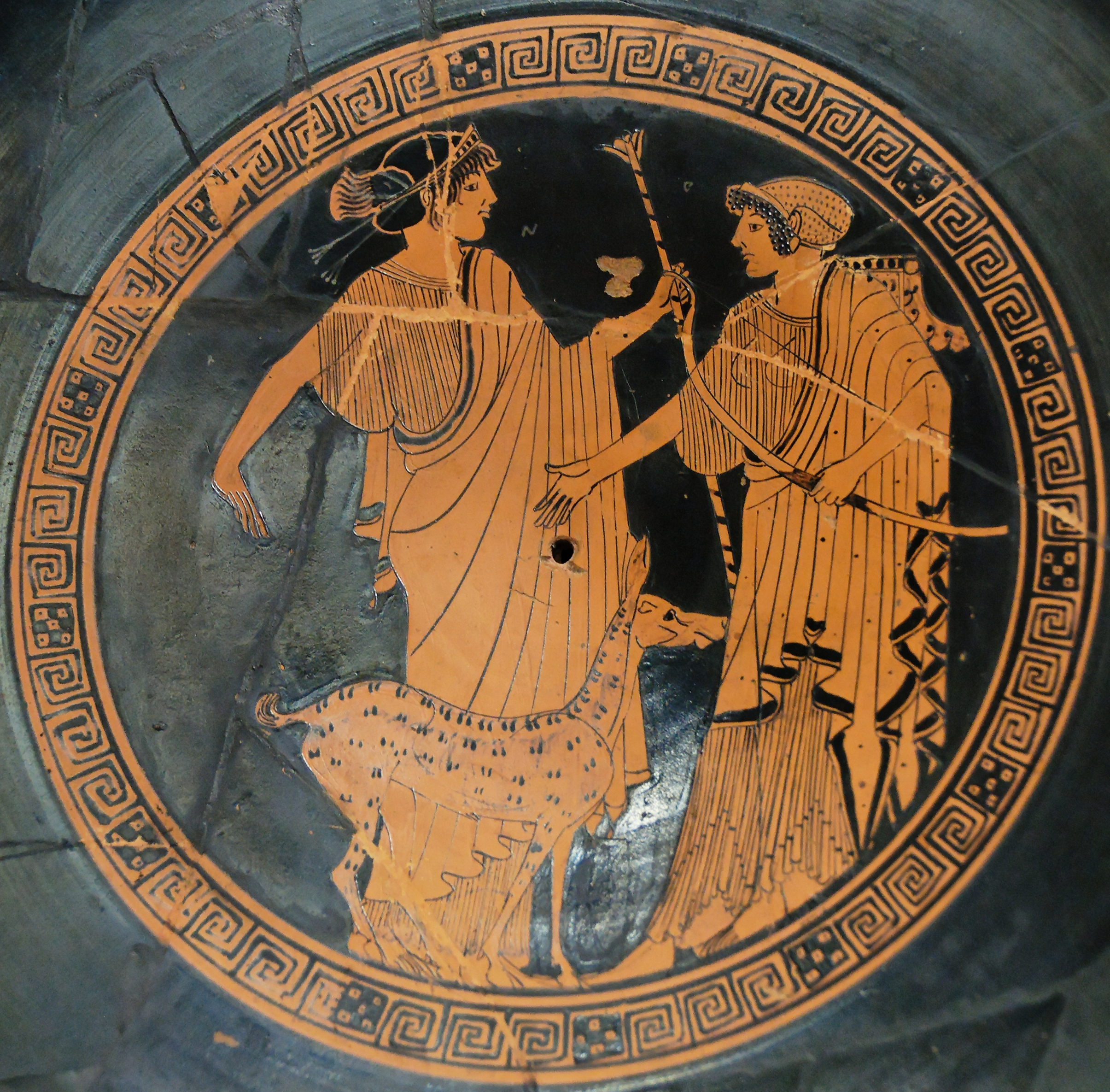

ثاموريس (بالإنجليزية: Thamyris)، (باللغة الإغريقية: Θάμυρις) في الأساطير الإغريقية، هو ابن الموسيقيّ فيلامون والحورية تيليفاسا، وكان مغنّياً تراقيًّا، وكان يدّعي أنه أفضل من الميوزات، ويستطيع أن يتغلب عليهن. وعندما نافسهن، فشل. وعقوبةٍ على وقاحته، جعلن منه رجلاً كفيفاً، وجرّدنه من موهبته الشعرية وموهبته في العزف على السمسميّة. ملخّص القصّة موجود في الإلياذة.
القصة أعلاه مشار إليها في تراجيديا ريسوس ليوريبيديس، وفي بيبليوثيكا أبولودورس الأثينيّ وفي التعليقة على الإلياذة. تذكر هذه المصادر المتأخّرة في نسخةٍ أنَّ ثاموريس شرط في حال فوزه أن يطأ الميوزات كلهن كجائزةٍ له على فوزه، وفي نسخة أخرى أن يتزوّج واحدة منهن، وتذكر أنه عُذّبَ عذاباً مؤلماً بعد موته على يد هاديس. وهذه القصة الأسطورية توحي بأن الإلهام الشعريّ المُهدى من قبل الآلهة، يُمكن أن يُنتزع من قبل الآلهة.
وفقاً لديدور الصقليّ فإنَّ المغنِّ الأسطوريّ لاينوس تتلمذ على يده ثلاثة: هرقل وثاموريس وأورفيوس، وهذا يتوافق مع أحداث تاريخ ثاموريس الأسطوريّة.
لثاموريس ملحمةٌ ضائعةٌ بعنوان حرب الجبابرة Titanomachy أشير إليها في إحدى مقالات كتاب على الموسيقى لمؤلفه فلوطارخوس.